# Mel Davis
Melvyn Jerome "Mel" Davis (Nueva York, Nueva York, 9 de noviembre de 1950) es un exjugador de baloncesto estadounidense que jugó cuatro temporadas en la NBA y dos más en la liga italiana. Con 1,98 metros de altura, lo hacía en la posición de alero. Desde 1994 dirige un campus de verano de baloncesto llamado Mel Davis Future Stars Summer Basketball Camp,  y desde 1999 es el director Ejecutivo de la Asociación de Jugadores Retirados de la NBA.

## Trayectoria deportiva

### Universidad
Jugó durante dos temporadas con los Red Storm de la Universidad St. John's, en las que promedió 20,9 puntos y 15,6 rebotes por partido. Es hoy en día el líder en rebotes histórico de su universidad, siendo miembro del Salón de la Fama de su universidad y de la ciudad de Nueva York.

### Profesional
Fue elegido en la decimocuarta posición del Draft de la NBA de 1973 por New York Knicks, y también por los Carolina Cougars en la primera ronda del draft de la ABA, eligiendo el continuar jugando en su ciudad natal. Allí jugó tres años y medio, pero no tuvo demasiadas oportunidades para mostrar su valía. Su mejor temporada fue la 1974-75, en la que promedió 5,7 puntos y 5,2 rebotes por partido.
En el mes de diciembre de 1976 fue despedido, fichando entonces por los Allentown Jets de la CBA, donde sólo jugó un partido, y después por los New York Guard de la AABA, donde también disputó un único encuentro. En enero de 1977 fichó como agente libre por los New York Nets, donde jugó hasta final de temporada, promediando 8,7 puntos y 5,7 rebotes por partido.
Al año siguiente decidió continuar su carrera en Europa, fichando por el Manner Novara de la Serie A2 italiana, donde promedió 30 puntos y 14,5 rebotes por partido. Al año siguiente iría a parar al Isolabella Milano de la Seria A1, donde volvería a tener una gran temporada, promediando 24,9 puntos y 11,5 rebotes por encuentro. Antes de retirarse, jugó también en Suiza y en Francia.

## Estadísticas de su carrera en la NBA

### Temporada regular
| Temp.   | Edad | Equipo          | Liga | P   | TIT | MIN  | TC  | TCA  | %TC  | 3P | 3PA | %3P | TL  | TLA | %TL  | R.OF. | R.DEF. | REB | ASIS | ROB | TAP | PER | FP  | PTS |
| 1973-74 | 23   | New York Knicks | NBA  | 30  |     | 5.6  | 1.1 | 3.2  | .347 |    |     |     | 0.4 | 0.5 | .750 | 0.6   | 1.2    | 1.8 | 0.3  | 0.1 | 0.1 |     | 1.2 | 2.6 |
| 1974-75 | 24   | New York Knicks | NBA  | 62  |     | 14.6 | 2.5 | 6.4  | .390 |    |     |     | 0.8 | 1.1 | .686 | 1.1   | 4.0    | 5.2 | 0.9  | 0.3 | 0.1 |     | 1.7 | 5.7 |
| 1975-76 | 25   | New York Knicks | NBA  | 42  |     | 9.7  | 1.8 | 4.6  | .394 |    |     |     | 0.5 | 0.7 | .759 | 1.0   | 2.5    | 3.5 | 0.7  | 0.4 | 0.1 |     | 1.3 | 4.1 |
| 1976-77 | 26   | TOTAL           | NBA  | 56  |     | 19.5 | 3.0 | 8.3  | .362 |    |     |     | 1.1 | 1.6 | .703 | 1.8   | 3.5    | 5.2 | 1.3  | 0.6 | 0.1 |     | 2.3 | 7.1 |
| 1976-77 | 26   | New York Knicks | NBA  | 22  |     | 15.5 | 1.9 | 5.0  | .373 |    |     |     | 1.0 | 1.4 | .710 | 1.4   | 3.2    | 4.5 | 1.1  | 0.4 | 0.0 |     | 2.0 | 4.7 |
| 1976-77 | 26   | New York Nets   | NBA  | 34  |     | 22.1 | 3.7 | 10.4 | .359 |    |     |     | 1.2 | 1.8 | .700 | 2.0   | 3.7    | 5.7 | 1.4  | 0.6 | 0.1 |     | 2.5 | 8.7 |
| Total   |      |                 | NBA  | 190 |     | 13.5 | 2.3 | 6.0  | .376 |    |     |     | 0.8 | 1.1 | .709 | 1.2   | 3.1    | 4.3 | 0.9  | 0.3 | 0.1 |     | 1.7 | 5.3 |

### Playoffs
| Temp.   | Edad | Equipo          | Liga | P | MIN | TCA | TC | 3PA | 3P | TLA | TL | R.OF. | REB | ASIS | ROB | TAP | PER | FP | PTS | %TC  | %3P | %FT   | MIN | PTS | REB | AST |
| 1973-74 | 23   | New York Knicks | NBA  | 4 | 12  | 6   | 12 |     |    | 0   | 0  | 2     | 5   | 0    | 0   | 0   |     | 1  | 12  | .500 |     |       | 3.0 | 3.0 | 1.3 | 0.0 |
| 1974-75 | 24   | New York Knicks | NBA  | 3 | 28  | 5   | 12 |     |    | 2   | 2  | 0     | 4   | 2    | 0   | 0   |     | 2  | 12  | .417 |     | 1.000 | 9.3 | 4.0 | 1.3 | 0.7 |
| Total   |      |                 | NBA  | 7 | 40  | 11  | 24 |     |    | 2   | 2  | 2     | 9   | 2    | 0   | 0   |     | 3  | 24  | .458 |     | 1.000 | 5.7 | 3.4 | 1.3 | 0.3 |